# ريتش فيرغسون
ريتش فيرغسون (بالإنجليزية: Rich Ferguson)‏ هو ساحر استعراضي أمريكي، ولد في 1 ديسمبر 1970 في ساليناس في الولايات المتحدة.

## وصلات خارجية
- الموقع الرسمي
- ريتش فيرغسون على موقع IMDb (الإنجليزية)